# ما بعد الحصاد

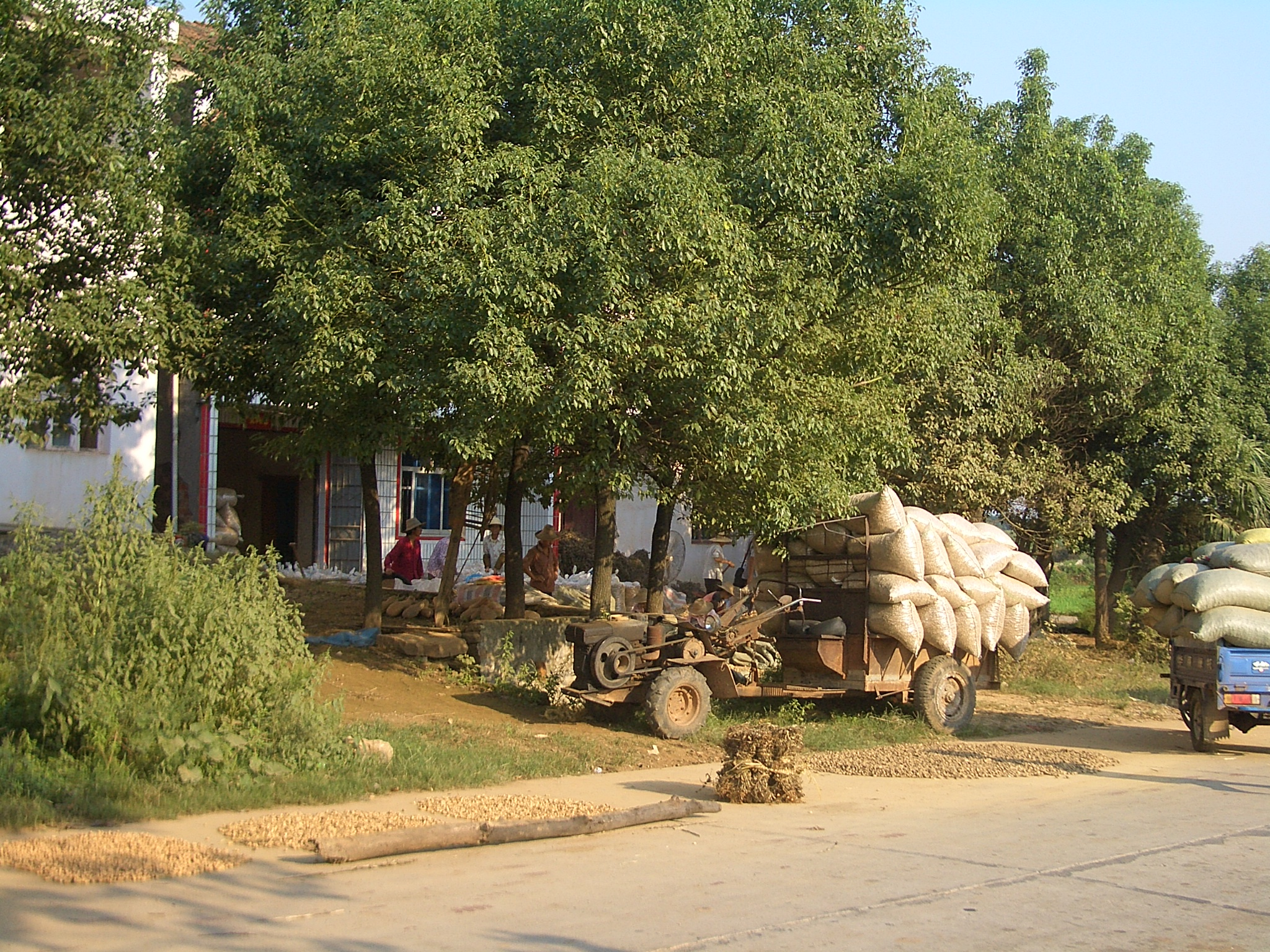
تجفيف وتعبئة الفول السوداني في أكياس خيش في مقاطعة جيانغ، هوبي، الصين

في الزراعة، معالجات ما بعد الحصاد هي مرحلة إنتاج المحصول مباشرةً بعد الحصاد، بما في ذلك التبريد والتنظيف والفرز والتعبئة. يبدأ المحصول لحظة إخراجه من الأرض أو فصله عن النبات الأم في التلف. لذلك، تلعب معالجة المحاصيل بعد حصادها دورا كبيرا في تحديد مستوى الجودة النهائية للمحصول، وإذا ما كان سيباع للاستهلاك الفوري أو سيستخدم كمكوّن في منتج غذائي مصنّع.

## الأهداف

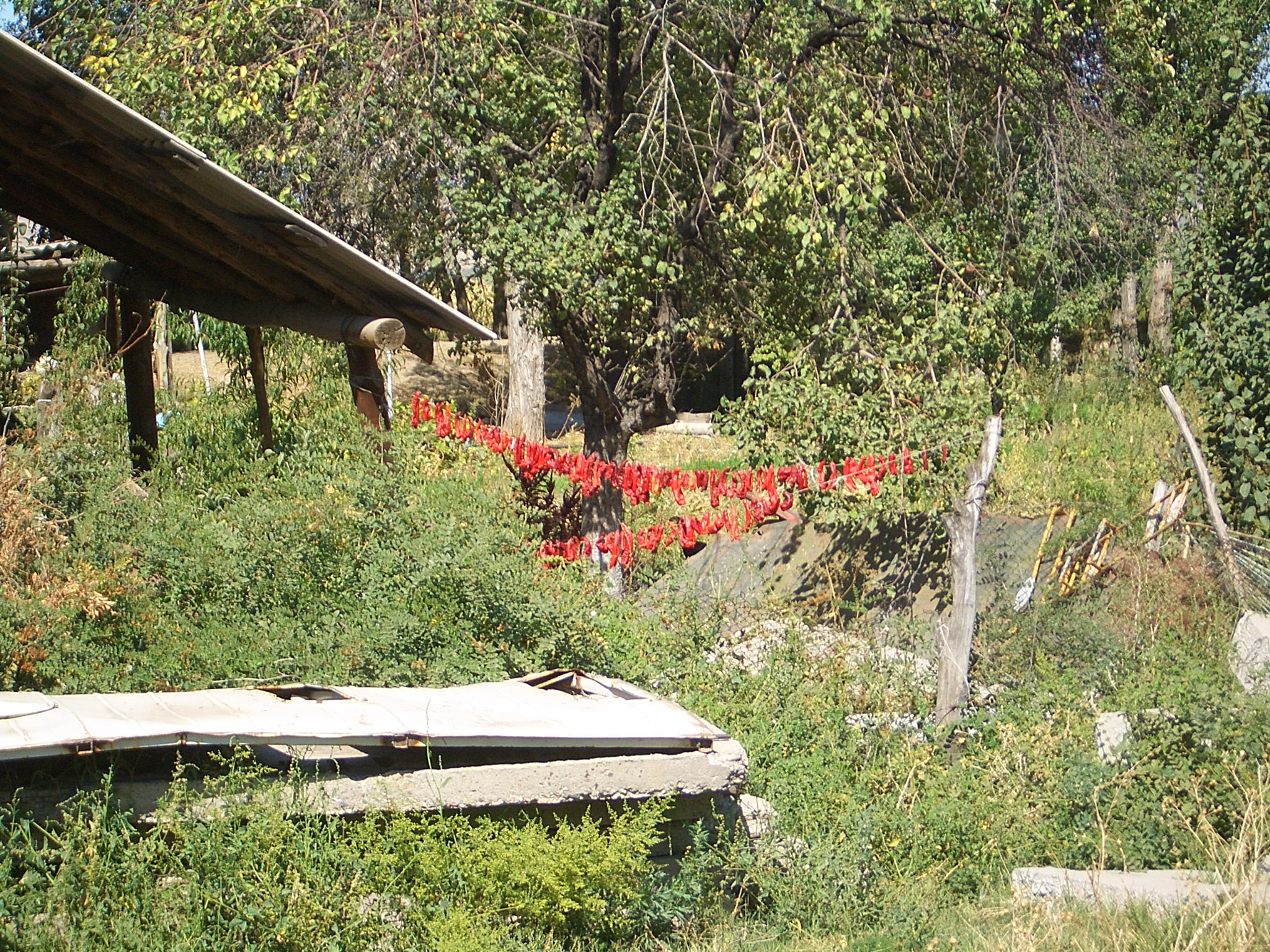
تجفيف الفلفل الحار ميليانفان، قيرغيزستان

تتمثل أهم أهداف معاملات ما بعد الحصاد في الحفاظ على المنتج باردًا، وذلك لتجنب فقدان الرطوبة وإبطاء سرعة التغييرات الكيميائية غير المرغوبة، وتفادي الضرر المادي، مثل الهرس لتأخير العطب. هذا، ويعد تطهير المياه أيضًا عاملاً مهمًا لتقليل احتمالات وجود المُمرضات التي يمكن نقلها من خلال المحاصيل الطازجة، مثلاً، كبقايا من مياه الغسيل الملوثة.
بعد نقل المحصول من الحقل، عادةً ما تستمر معاملات ما بعد الحصاد في مركز تعبئة. ويمكن أن يكون ذلك سقيفة بسيطة، توفر الظل والمياه الجارية أو منشأة مميكنة متطورة وواسعة النطاق، تتضمن سيورًا ناقلة ومحطات فرز وتعبئة آلية ومبردات كبيرة جدًا وما شابه ذلك. وفي الحصاد المميكن، يمكن أن تبدأ المعالجة أيضًا كجزء من عملية الحصاد الفعلي، وذلك من خلال إجراء التنظيف المبدئي والفرز بواسطة ماكينات الحصد.
إن ظروف التخزين الأولي بعد الحصاد مهمة للغاية للحفاظ على جودة المحصول. ويوجد نطاق أمثل لدرجة حرارة التخزين والرطوبة لكل محصول. كذلك، لا يمكن تخزين محاصيل معينة بشكل فعال مع بعضها؛ حيث يمكن أن تنتج تفاعلات كيميائية غير مرغوبة. وتُستخدم أساليب متنوعة للتبريد عالي السرعة والبيئات المتطورة المتحكم في درجة حرارتها والمبردة من أجل إطالة مدة نضارة المحصول، وخصوصًا في العمليات واسعة النطاق.
بغض النظر عن نطاق الحصاد، الذي يتراوح بين الحدائق المنزلية والمزارع الصناعية، فإن المبادئ الأساسية لمعاملات ما بعد الحصاد لمعظم المحاصيل هي نفسها: التعامل بحرص وعناية لتجنب الضرر (التقطيع والسحق والهرس) والتبريد الفوري والحفظ في ظروف باردة والانتقاء (إزالة الثمار العطبة).

## عمر التخزين بعد الحصاد
تتعرض الخضراوات والفاكهة بمجرد حصدها لعملية الهرم النشطة. وتعمل العمليات الكيميائية الحيوية المتعددة باستمرار على تغيير التركيبة الأصلية للمحصول حتى يصبح غير صالح للبيع. ويتم تعريف المدة التي يعتبر خلالها الاستهلاك مقبولاً على أنها زمن «عمر التخزين بعد الحصاد».
يُحدد عمر التخزين بعد الحصاد إجمالاً بطرق موضوعية تحدد المظهر العام للسلعة ومذاقها ورائحتها وملمسها. وتتضمن هذه الطرق غالبًا مجموعة من الإجراءات الحسية والكيميائية الحيوية والميكانيكية، بالإضافة إلى قياس الألوان (البصرية). وقد حاولت دراسة حديثة (وباءت بالفشل) اكتشاف واسم حيوي كيميائي وأساليب البصمات كمؤشرات على النضارة.

## فسيولوجيا ما بعد الحصاد
فسيولوجيا ما بعد الحصاد هي الدراسة العلمية لـفسيولوجيا أنسجة النبات الحية بعد حرمانها من الحصول على المزيد من التغذية نتيجة قطف النبات. ولها استخدامات مباشرة في معاملات ما بعد الحصاد، وذلك فيما يخص تحديد ظروف التخزين والنقل التي تطيل عمر التخزين لأطول مدة.
من الأمثلة التي توضح أهمية الحقل في معاملات ما بعد الحصاد اكتشاف إمكانية تأخير نضج الفاكهة، وبالتالي إطالة مدة تخزينها من خلال منع تنفس أنسجة الفاكهة. وقد أتاحت هذه الفكرة للعلماء تطبيق معرفتهم عن المبادئ والآليات الأساسية للتنفس؛ مما أدى إلى وضع تقنيات تخزين ما بعد الحصاد، مثل التخزين البارد والتخزين الغازي وتغطية القشرة بالشمع. ومثال مشهور آخر هو اكتشاف إمكانية إنضاج الثمار من خلال المعالجة بالإيثيلين.

## وصلات خارجية
- Postharvest Technology Research
- Postharvest Equipment Supplier نسخة محفوظة 29 مايو 2013 على موقع واي باك مشين.
- Postharvest Handling
- POSTHARVEST BIOLOGY AND TECHNOLOGY
- Writtle Postharvest Unit; Research & Training
- Postharvest Technology Research & Information Center
- Dixie, G.; Horticultural Marketing. FAO, Rome, 2005
- Lopez-Camelo, Andres. Manual for the preparation and sale of fruits and vegetables – from farm to market. FAO, Rome 2004
- FAO Information Network on Post-harvest Operations INPho
- Yazeed Postharvest Technology